# Dobritz (Saksen-Anhalt)
Dobritz is een plaats en voormalige gemeente in de Duitse deelstaat Saksen-Anhalt, en maakt deel uit van de Landkreis Anhalt-Bitterfeld.
Dobritz telt 309 inwoners.